# Психологічне насильство
Психологічне насильство, а також психічне, емоційне чи ментальне зловживання (від англ. psychological violence, psychological, emotional or mental abuse) — форма насильства, яка характеризується тим, що людину піддають поведінці, яка може призвести до психологічної травми, включаючи тривогу, хронічну депресію або посттравматичний стресовий розлад.
Цей вид насильства характерний для ситуацій дисбалансу влади, наприклад для насильницьких стосунків у міжособових, сімейних або соціальних стосунках у вигляді залякування, цькування (булінг), маніпуляцій, газлайтингу тощо; зокрема, в домашньому насильстві, на робочому місці, та насильства над дітьми. У багатьох дослідженнях відзначається, що, на відміну від фізичного та сексуального насильства, одиничний інцидент не є психологічним чи емоційним насильством. Для цього виду насильства характерно формування емоційного клімату або поведінкового патерну, і важливим компонентом для виявлення психологічного насильства є систематичний характер таких дій. Психологічне насильство може бути навмисним або неусвідомленим.
Може вчинятися особами, що вчиняють тортури або насильство, жорстоке або тривале зловживання правами людини, зокрема, без будь-яких правових виправдань, таких як затримання без судового розгляду, неправдивих звинувачень, фальшивих доказів та екстремальних дифамацій, вчинені державою чи ЗМІ. Найбільш серйозною формою психологічного насильства є психологічні тортури, заборонені Конвенцією ООН проти тортур від 1984 року.

## Визначення
Починаючи з 1996 року не було узгодженого погляду на визначення «психологічного насильства». Таким чином, клініцисти та дослідники пропонують іноді розбіжності цього визначення:
«Психологічне насильство — це будь-яке зловживання, яке є емоційним, а не фізичним. Він може включати в себе будь-яке слово від словесного зловживання та постійну критику до більш витончених тактик, таких як залякування, маніпуляції та відмову будь-коли бути задоволеними від дій інших. Три загальні закономірності зловживань — агресія, заперечення та мінімізація»; «Утримання є ще однією формою заперечення, включає в себе відмову слухати, відмову у спілкуванні та емоційне відкликання як покарання».
Незважаючи на відсутність визначеного визначення емоційного насильства, емоційне насильство може мати визначення поза словесним та психологічним насильством.
Звинувачення, осуд та перехід на особистості — це кілька ідентифікаторів словесного зловживання, які можуть вплинути на жертву емоційно. Самостійність та емоційне самопочуття жертви змінюються і навіть зменшуються через словесне зловживання, як результат — це жертва, якою емоційно зловживають, що призводить до серйозних психологічних наслідків. Також це передбачає тактику промивання мізків, яка також може потрапити під визначення «психологічне насильство», але останнє полягає саме в маніпуляції з емоціями жертви. Потерпілий може відчувати, що на їх емоції зловмисники впливають настільки, що неможливо більше визнати свої почуття щодо проблеми, яку переслідувач намагається контролювати. В результаті систематично зменшуються самовизначення та незалежність потерпілих.
Міністерство юстиції США визначає емоційно образливі риси як такі, що спричиняють страх чи занепокоєння: залякування, загроза фізичної шкоди собі, партнеру, дітям або родині чи друзям партнера, знищення домашніх тварин та майна, вимушена ізоляція від сім'ї, друзів або школи чи роботи. Тонкі емоційно образливі тактики включають в себе образи, приниження, вавільна та непередбачувана непослідовність і газлайтинг (наприклад, заперечення того, що сталися попередні зловмисні інциденти). Сучасні технології призвели до нових форм зловживань, шляхом текстових повідомлень та цькування в Інтернеті.
У 1996 році «Health Canada» стверджувала, що психологічне насильство «базується на силі та контролі» та визначає емоційне зловживання, як таке, що включає відмову, приниження, тероризування, ізоляцію, корупцію/експлуатацію та «заперечення емоційної реактивності» яка характерна для емоційного насильства.

## Поширеність

### В особистих стосунках
Домашнє насильство, яке визначається як хронічно погане поводження у шлюбі, сім'ї, при довготривалих знайомствах та інших інтимних стосунках, може включати емоційну насильницьку поведінку. Хоча психологічне зловживання не завжди призводить до фізичного насильства, фізичне насильство у домашніх стосунках майже завжди передує психологічному насиллю та супроводжується ним. Дослідники Крістофер Мерфі та Даніель О'Лірі повідомили, що психологічна агресія є найбільш надійним предиктором пізнішої фізичної агресії.
У 1996 році «Національний інформаційний центр з питань насильства в сім'ї з питань охорони здоров'я» Канади повідомив, що 39% одружених жінок або партнерок зазнали емоційного зловживання чоловіками або партнерами; а в 1995 році обстеження жінок віком від 15 до 36-43% повідомляло про психологічне насильство в дитинстві чи підлітковому віці, а 39% зазнали емоційного насильства у шлюбі, при довготривалих знайомствах; цей звіт не стосується хлопчиків або чоловіків, які страждають на емоційне насильство від сімей або близьких партнерів. Документальний фільм BBC про домашнє насильство, включаючи емоційне погане поводження, повідомляє, що 20% чоловіків та 30% жінок знущаються над дружиною або іншим інтимним партнером.
Дослідження Джона Хемеля 2005 року показує, що «чоловіки та жінки фізично та емоційно зловживають одне одним в рівній мірі». Стів Базіль виявив, що психологічна агресія була фактично рівно двонаправленою у випадках, коли гетеросексуальні та гомосексуальні пари зверталися до суду з внутрішніми незручностями. Дослідження, проведене в 2007 році серед студентів іспанських університетів у віці 18-27 років, показало, що психологічна агресія (за оцінкою шкали тактичних конфліктів) настільки поширена у довготривалих знайомствах, що її можна розглядати як нормований елемент знайомств, і що жінки істотно швидше виявляють психологічну агресію. Аналогічні висновки були повідомлені в інших дослідженнях. Муррей Штраус та співавтори роблять викладки, що жінки партнери в гетеросексуальних стосунках частіше, ніж чоловіки, використовували психологічну агресію, в тому числі загрози кидання речами або викидання речей партнера. Дослідження молодих людей, від Пеґґі Джордано та співавторів показують, що жінки в інтимних гетеросексуальних стосунках, швидше, ніж чоловіки, могли загрожувати використанням ножа або вогнепальної зброї проти свого партнера.
Численні дослідження, проведені в період з 1980 по 1994 рік, свідчать, що гомосексуальні відносини між лесбійками мають більш високі загальні показники міжособистісної агресії, включаючи психологічну агресію та емоційне насильство, ніж гетеросексуальні або гей-стосунки. Крім того, жінки, які мали стосунки, як з чоловіками, так і з жінками, повідомили про більш високий рівень зловживань від своїх партнерок.

### Сім'я
Психологічне та емоційне зловживання дитиною зазвичай визначається як модель поведінки батьків або опікунів, які можуть серйозно заважати когнітивному, емоційному, психологічному чи соціальному розвитку дитини. Деякі батьки можуть емоційно та психологічно шкодити своїм дітям через стрес, погані навички батьківства, соціальну ізоляцію та відсутність наявних ресурсів або невідповідних очікувань своїх дітей. Вони можуть емоційно зловживати своїми дітьми, тому що батьки чи піклувальники були піддані психологічному насильству під час власного дитинства. Муррей Штраус та Каролін Філд стверджують, що психологічна агресія є поширеною рисою американських сімей: «Словесні напади на дітей, такі як фізичні напади, настільки широко розповсюджені, що вони майже універсальні». Дослідження 2008 року показує, що батьки та матері були однаково імовірно агресивні щодо своїх дітей.
Намкі Чой та Джеймс Майєр провели дослідження про зловживання старшими людьми (що спричиняють шкоду або страждання людям похилого віку), результати яких свідчать, що 10,5% учасників були жертвами емоційно-психологічного насильства, який найчастіше здійснювався дітьми або іншими родичами жертви. З 1288 випадків, у 2002-2004 роках, 1201 особи, 42 пари та 45 груп були визнані такими, якими психологічно зловживали, з них 70% були жінками. Психологічне (59%) та матеріально-фінансове (42%) — найчастіше виявлені види насильства.

### Робоче місце
Частота повідомлень про емоційні насильства на робочому місці може бути різною, при цьому дослідження показали, що (відповідно) 10%, 24% та 36% респондентів вказують на постійне та суттєве емоційне чи психологічне насильство від колег. Лоралай Кішлі, Карен Джагатік та колеги показали, що чоловіки та жінки виконують "емоційно образливі форми поведінки" на робочому місці з приблизно однаковими результатами. У інтернет-опитуванні Ґарі Немі виявив, що жінки частіше займаються знущанням на робочому місці, такими як перехід на особистості, а середня тривалість зловживань становить 16,5 місяців.
Сян-чу Пай і Шон Лі встановили, що частота насильства на робочому місці зазвичай зустрічається серед молодих працівників. «Молодший вік може бути віддзеркаленням відсутності досвіду роботи, в результаті чого виникає нездатність визначити подібне насильство або потенційно запобігти таким ситуаціям.» Інший висновок показав, що нижча освіта є фактором ризику насильства, це дослідження також повідомляє, що 51,4% опитаних працівників вже зазнали словесних зловживань, а 29,8% з них зазнали знущання та мобінг на робочому місці.
Часто окремі групи осіб також стикаються з нерівністю на робочому місці.